# Gmina Przelewice
Die Gmina Przelewice (deutsch Gemeinde Prillwitz) ist eine Landgemeinde in der Woiwodschaft Westpommern in Polen. Sie gehört zum Powiat Pyrzycki (Pyritzer Kreis). Der Verwaltungssitz befindet sich in Przelewice (Prillwitz).

## Allgemeines

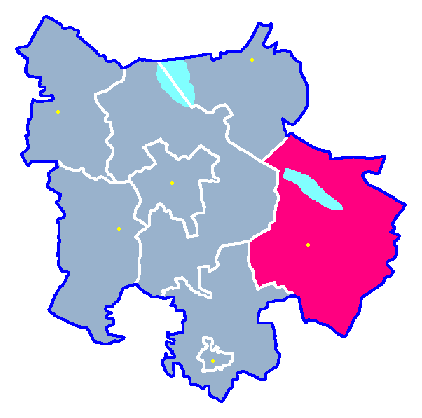
Die Lage der Gmina Przelewice im Osten des Powiat Pyrzycki

Die Landgemeinde Przelewice umfasst eine Fläche von 162,20 km², was 22,4 % der Gesamtfläche des Powiat Pyrzycki entspricht, in dessen äußerstem Osten die Gmina liegt. Sie gehört zur Woiwodschaft Westpommern (bis 1998 Woiwodschaft Stettin). Im Nordwestbereich der Gemeinde liegt der 0,738 ha große Jezioro Płoń (Plönesee), der von der Płonia (Plöne) auf ihrem 74 Kilometer langen Weg vom Jezioro Barlińskie (Berlinchener See) zum Jezioro Dąbie (Dammscher See) durchflossen wird.
Nachbargemeinden der Gmina Przelewice sind:
- Lipiany (Lippehne), Pyrzyce (Pyritz) und Warnice im Powiat Pyrzycki (Kreis  Pyritz),
- Barlinek (Berlinchen) im Powiat Myśliborski (Kreis Soldin), und
- Dolice (Dölitz) im Powiat Stargardzki (Kreis Stargard in Pommern).

Im gesamten Gemeindegebiet gilt die einheitliche Postleitzahl 74-210.

## Gemeindegliederung
Zur Gmina Przelewice gehören 24 Ortschaften, die 16 Ortsteilen („Schulzenämter“) zugeordnet sind.

### Ortsteile
- Bylice (Klein Lindenbusch)
- Jesionowo (Schönow)
- Kluki (Klücken)
- Kłodzino (Kloxin)
- Kosin (Kossin)
- Laskowo (Groß Latzkow)
- Lubiatowo (Lübtow)
- Lucin (Luisenhof)
- Płońsko (Plönzig)
- Przelewice (Prillwitz)
- Przywodzie (Fürstensee)
- Rosiny (Rosenfelde)
- Ślazowo (Malwinenvorwerk)
- Topolinek (Ernestinenhof)
- Ukiernica (Ückerhof)
- Żuków (Suckow a. d. Plöne)

### Übrige Ortschaften
- Czartowo (Teufelsdamm), Gardziec (Gartz a. d. Plöne), Karsko (Schöningsburg), Myśliborki (Mützelburg), Oćwieka (Woitfick), Radlice (Freiburg), Rutnica (Wilhelminenhof), Wołdowo (Waldowsaue) und Wymykowo (Jägerthal).

### Wüstungen
Im Gemeindegebiet liegen ferner die Wüstungen Augustthal, Felixhöhe, Schönmergel und Wilhelmsfelde.

## Verkehr

### Straßen
Durch den Nordwesten der Gmina führt die Woiwodschaftsstraße 122, die von Krajnik Dolny (Nieder Kränig) an der polnisch-deutschen Grenze kommend über Banie (Bahn) und Pyrzyce (Pyritz) nach Dolice (Dölitz) und weiter bis Piasecznik (Petznick) führt. Das übrige Gemeindegebiet wird durch Nebenstraßen und Landwege erschlossen.

### Schienen
Im Jahre 1898 wurde eine Kleinbahnlinie von Pyritz nach Plönzig gebaut, die von den Pyritzer Kleinbahnen betrieben wurde. Von den 8 Stationen an dieser 19 Kilometer langen Strecke lagen 5 im Gebiet der heutigen Gmina Przelewice: Kossin (Kosin), Prillwitz (Przelewice), Kloxin (Kłodzino), Rosenfelde (Rosiny) und Plönzig (Płońsko). Diese Strecke wurde nach 1945 noch von der Polnischen Staatsbahn weiter betrieben, jedoch 1954 eingestellt und 1987 demontiert. Heute besteht Bahnanschluss lediglich über das 16 Kilometer entfernte Dolice an der Staatsbahnlinie 351 Stettin–Posen.